# بهاآباد علیا
بهاآباد علیا یک روستا در ایران است که در بخش مرکزی شهرستان سیرجان واقع شده‌است.